# Bronisław von Poźniak
Bronislaw Ritter von Pozniak (polnisch Bronisław Poźniak, [pɔʑɲ̩ak]), (* 26. August 1887 in Lemberg, Österreich-Ungarn; † 20. April 1953 in Halle (Saale)) war ein österreichisch-deutscher Pianist polnischer Abstammung, Klavierpädagoge, Musikschriftsteller und Herausgeber.

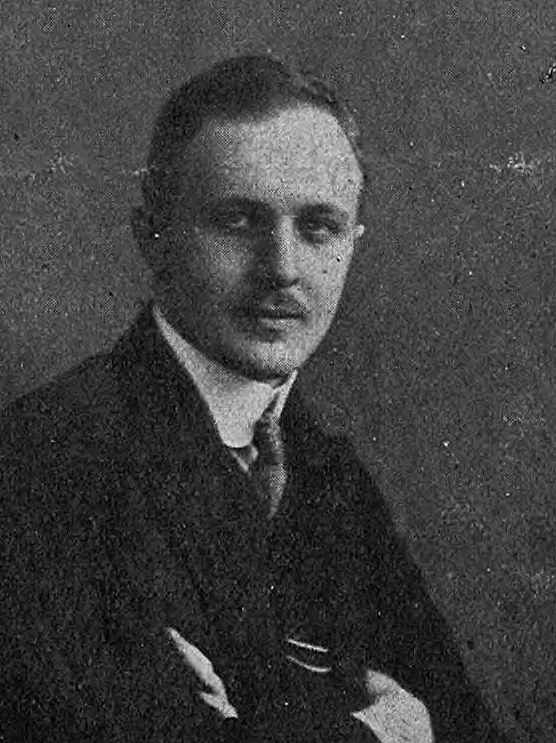
Bronisław Poźniak (vor 1913)

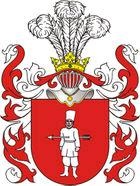
Wappen der polnischen Adelsfamilie Poźniak

## Leben und Wirken
Bronislaw von Pozniak wurde als österreichischer Staatsbürger in Lemberg geboren. Er war das siebte Kind eines aus polnischem Adel stammenden Ingenieurs und österreichischen Staatsbeamten. Die Mutter kam aus einfachen Verhältnissen. Ihr Vater war Zollbeamter. Das frühe Interesse des jungen Bronislaw für Musik stieß bei den Eltern zuerst auf wenig Gegenliebe, da man für ihn die Beamtenlaufbahn vorgesehen hatte. Da sich aber sein Talent für die Musik, insbesondere für das Klavierspiel, immer stärker zeigte, gaben die Eltern den Widerstand allmählich auf. Nach dem Umzug der Familie nach Krakau erhielt er Unterricht bei renommierten Pädagogen des Konservatoriums wie Felicjan Szopski (1865–1939), Jerzy Lalewicz (1875–1951) und Władysław Żeleński (1837–1921). Nach dem Abitur besuchte er in Krakau eine neu gegründete Handelshochschule, an der die Möglichkeit bestand, nach einem Studium von nur zwei Semestern die Staatsprüfung abzulegen. Nur unter dieser Bedingung stimmte der Vater der Künstlerlaufbahn zu.
Nach ersten künstlerischen Erfolgen in Lemberg und später in Krakau setzte Pozniak sein Studium unter finanziellen Opfern des Vaters in Berlin fort. Arthur Rubinstein hatte Pozniak seinen eigenen Lehrer Heinrich Barth empfohlen, einen unerbittlichen, von vielen gefürchteten Klavierprofessor an der Königlichen akademischen Hochschule für Musik, der so bedeutende Schüler wie Wilhelm Kempff und Heinrich Neuhaus hatte. Hier in Berlin wurden die Grundlagen für die wichtigsten Komponenten von Pozniaks späterem Wirken gelegt. Neben dem solistischen Konzertieren waren dies vor allem sein großes Interesse für pädagogische Betätigung (er begann schon während des Studiums am Ochs-Eichelberg-Konservatorium in Berlin zu unterrichten) und seine Leidenschaft für die Kammermusik, die dann zur Gründung eines Klaviertrios führte. Materielle Not begleitete die künstlerischen Aktivitäten des nun selbständigen Musikers in Berlin.
Im Jahre 1915 übernahm Pozniak eine Klavierklasse am Konservatorium in Breslau, das sich in einem ziemlich desolaten Zustand befand. Die schlesische Hauptstadt blieb für die nächsten 30 Jahre bis zur Flucht am 3. Februar 1945 die Hauptwirkungsstätte Pozniaks. 
Von 1918 bis 1936 war Pozniak am Schlesischen Konservatorium Breslau tätig und er übernahm auch die Meisterklasse für Pianisten, als diese Institution 1936 in die Schlesische Landesmusikschule umgewandelt wurde. 
Von 1919 bis 1925 unterrichtete Pozniak außerdem am Cieplik-Konservatorium im oberschlesischen Beuthen und von 1929 bis 1931 hatte er die Leitung der Meisterklasse am Konservatorium des Polnischen Musikvereins in Lemberg, die er einmal monatlich von Breslau aus versorgte. Die Berufung auf diesen Posten war eine besondere Ehrung, war es doch die Klasse, die einst der Chopinschüler Karol Mikuli betreute. 
Zusammen mit dem Ordinarius für Musikwissenschaft an der Schlesischen Friedrich-Wilhelms-Universität zu Breslau Arnold Schmitz (1893–1980) setzte sich Pozniak für die Schaffung des Hochschulinstituts für Musikerziehung und Kirchenmusik, einer Erweiterung des von Schmitz geleiteten, der Universität angegliederten Instituts für Kirchenmusik, ein und wurde auch dort Leiter der Klavierabteilung.
Das ausgedehnte pädagogische Wirken Pozniaks, speziell in Breslau, aber auch in anderen Teilen Schlesiens und der große Erfolg seiner Schüler bei regelmäßig veranstalteten Vorspielen und Konzerten machten ihn zu einem gesuchten Klavierpädagogen, zu dem Schüler aus allen Teilen des Landes und besonders der östlichen Länder strömten.
Von den zahlreichen Schülern war der erfolgreichste der Pianist Josef Wagner (1900–1947), Preisträger des 2. Internationalen Chopinwettbewerbs 1932 in Warschau. Auch Dagmar von Pannwitz, Hans Otte, Hans Pischner, Gerhard Wohlgemuth, Edmund von Borck, Hans-Georg Burghardt und viele andere namhafte Musiker waren Schüler Pozniaks.
Zu diesem pädagogischen Wirken kamen eine intensive solistische Betätigung, Auftritte in Klavierduos und vor allem Konzertreisen mit seinem Trio in die wichtigsten Städte Europas. 
Das 1923 gegründete Pozniak-Trio, das in wechselnden Besetzungen spielte, zählte zu den führenden Kammermusikvereinigungen Europas. Zu den Triopartnern Pozniaks gehörten in der Streichergruppe u. a. die Geiger Hugo Birkigt (1885–1944), Hugo Kortschak (1884–1957), Rudolf Deman (1880–1960), Géza de Kresz (1882–1959), Karl Freund (1904–1955), Hans Dünschede (1907–1999), Eugen Forster, Hans Bassermann (1888–1978), Hans Bastiaan (1911–2012) sowie die Cellisten Hugo Dechert (1860–1923), Hans Kindler (1892–1949), Heinz Beyer, Joseph Schuster (1903–1969), Jascha Bernstein, Bernhard Günther, Gregor Piatigorsky (1903–1976) und die Cellistin Sigrid Succo (1903–1984).
Das Pozniak-Trio widmete sich neben dem (vor)klassisch-romantischen Repertoire auch intensiv zeitgenössischen Komponisten, wie z. B. Hans Pfitzner, Hans Gál, Paul Juon, Paul Kletzki, Egon Kornauth, Ludomir Różycki und Hans-Georg Burghardt.
Als der Zweite Weltkrieg ausbrach, wurde Pozniak, obwohl er inzwischen die deutsche Staatsbürgerschaft erhalten hatte, als 'Pole' und 'Ausländer' von den Nationalsozialisten schikaniert. Weil er mit jüdischen Künstlern musizierte, kam er auf die Schwarze Liste der nationalsozialistischen Machthaber, wurde ein Jahr lang vom Dienst am Hochschulinstitut suspendiert, dann aber wieder eingestellt. Auch seine solistische Tätigkeit und die Auftritte mit dem Pozniak-Trio wurden aus demselben Grund in Schlesien boykottiert, und er musste sich nach einer Denunziation in zwei Gestapo-Prozessen verantworten.
Die Flucht vor der russischen Armee aus Breslau am 3. Februar 1945 führte Pozniak mit der Familie zunächst nach Markranstädt, dann im August 1945 nach Leipzig, wo er dreieinhalb Jahre blieb und später nach Halle (Saale). In seinen Lebenserinnerungen beschreibt der nun heimat-, arbeits- und fast mittellose Pozniak, mit welchen Schwierigkeiten die unwillkommenen und schlecht behandelten Flüchtlinge zu kämpfen hatten und wie sich er, der einst gefeierte und beliebte Pianist und Pädagoge, gegen die geschlossene Front der feindlich gesinnten Kollegen behaupten musste. Die Bemühungen, das Pozniak-Trio wieder aufleben zu lassen, scheiterten zunächst an administrativen Schikanen. Gezielt negative Konzertkritiken der Presse kamen hinzu.
Eine kleine Gruppe von Musikern, wie Günther Ramin, Walter Niemann, Wilhelm Weismann, und seine Schüler hielten zu ihm, dessen Familie von dem geringen Verdienst des jüngeren Sohnes Andreas leben musste. Aber trotz aller Widerstände, gelang es im pädagogischen wie auch im künstlerischen Bereich wieder Fuß zu fassen. Wilhelm Weismann, damals Lektor bei der Edition Peters, setzte durch, die aus Anlass des 100. Todestages von Frédéric Chopin 1949 veranstaltete Neuausgabe der Klavierwerke Frédéric Chopins Pozniak anzuvertrauen und unterstützte ihn auch bei der Fertigstellung des Buches Chopin. Praktische Anweisungen für das Studium der Chopin-Werke, das dann im Mitteldeutschen Verlag 1949 in Halle (Saale) erschien.
Pozniak wurde  von Hans Stieber, dem ersten Rektor der 1947 neu gegründeten Staatlichen Hochschule für Theater und Musik, nach Halle als Professor berufen, ebenso wie der als Lisztspieler bekannte Sigfrid Grundeis, mit dem er freundschaftlich verbunden war. Gleichzeitig unterrichtete Pozniak am Institut für Musikerziehung, das am 1. Januar 1950 an der Pädagogischen Fakultät der Martin-Luther-Universität Halle gegründet worden war. Die Zahl der Schüler in Leipzig und Halle wuchs, so dass die Arbeit nur schwer bewältigt werden konnte. 
Pozniak entschloss sich, auch wegen der politischen Lage, die keine Auftritte im Ausland ermöglichte, das Konzertieren aufzugeben und sich neben der pädagogischen Tätigkeit der Verlagsarbeit zu widmen. Außer der verbesserten Neuauflage des ABC des Klavierspielers, die 1948 im Verlag Robert Forberg erschien, bereitete Pozniak für den Mitteldeutschen Verlag in Halle eine Neuausgabe der Klaviersonaten von Ludwig van Beethoven vor, von der nur der erste Band fertiggestellt werden konnte. Er wurde 1953 in die Collection Litolff der Edition Peters (Nr. 5605), Leipzig, übernommen. Die Sonaten sind mit modernen Fingersätzen bezeichnet und vollständig durchpedalisiert. Ebenfalls für die Edition Peters gab Pozniak 1951 ein Album Klaviermusik russischer und sowjetischer Meister heraus (Edition Peters Nr. 4574).
Das enorme Arbeitspensum, die zum Teil widrigen Lebensumstände, das ungeklärte Schicksal seines im Krieg vermissten ältesten Sohnes erschöpften die Kräfte des auch in der neuen Heimat besonders von der Jugend verehrten Künstlers und Pädagogen. Bronislaw von Pozniak erlag am 20. April 1953 in Halle einem Herzleiden. 
Bronislaw von Pozniak ist auf dem Friedhof in Nottensdorf, dem Wohnort seines jüngsten Sohnes, beigesetzt.
Eine Gedenktafel in der Eingangshalle der Villa Lehmann in Halle, dem ehemaligen Sitz der Staatlichen Hochschule für Theater und Musik, erinnert an den Pianisten und Pädagogen, der sein Wirken ausdrücklich auch als Beitrag zur Wiedergutmachung geschehener Untaten und der Verständigung zwischen dem polnischen und deutschen Volk verstand.

## Würdigung

### Klavierpädagogik und Chopinspiel
Als Bronislaw von Pozniak seine Schriften verfasst, sind die zum Teil erbittert geführten Auseinandersetzungen, vor allem im ersten Viertel des 20. Jahrhunderts, zwischen den Verfechtern der älteren Klaviermethodik (Schwerpunkt: Fingertechnik) und den verschiedenen Reformern, die auch unter sich wieder konträre Auffassungen vertraten, (Schwerpunkt: Gewichtstechnik bei Rudolf Maria Breithaupt beziehungsweise  deren kompromisslose Ablehnung durch Elisabeth Caland zugunsten der Heranziehung der Rückenmuskulatur und Schulterblattsenkung) vorbei. Pozniak verzichtet auf theoretische Diskussionen und geht die Probleme des Klavierspiels von der praktischen Seite an. Er nimmt dabei eine mehr vermittelnde, die Extreme ausgleichende Stellung ein. Ausgangspunkt ist auch für ihn die Ausbildung der Finger, allerdings ohne das in der älteren Klavierpädagogik praktizierte, übertriebene, oft zu Spielschäden führende Hochreißen der Finger, das meistens mit Verkrampfungen der Muskulatur einhergeht. Er betont die Wichtigkeit der Entspannung (er verwendet den Begriff der „freien Streckmuskulatur“, um das Gefühl der Bequemlichkeit und Freiheit zu charakterisieren) und das Vermeiden unnötiger Bewegungen. Hier trifft er sich mit den Anschauungen von Karl Leimer und Walter Gieseking, deren Werk er empfiehlt. Auch bei Spannungs- und Dehnübungen wird zu größter Vorsicht geraten. Mit seinen Ideen wird Pozniak so zu einem Vorreiter der heutigen Anschauungen zum Problemkreis der Spielschäden und deren Prävention. Die für das Klavierspiel notwendigen Anschlagsarten werden systematisiert und an Beispielen erörtert. Das Gewichtsspiel kommt neben dem aktiven Fingerspiel besonders bei der Gestaltung von Kantilenen zum Einsatz, ohne aber der Dogmatik der alten Gewichtsschule zu verfallen. Pozniak lehnt die veralteten, ungenauen, aber trotzdem heute noch gebräuchlichen Pedalzeichen ab. Er favorisiert (s. seine Ausgabe der Beethoven-Sonaten) die genauen Pedalzeichen von Theodor Wiehmeyer, die sich jedoch nicht durchgesetzt haben und auch in seiner eigenen Ausgabe der Klavierwerke Chopins nicht verwendet werden.
In seinem Buch Chopin. Praktische Anweisungen für das Studium der Chopin-Werke wird immer wieder auf die elementaren Beschreibungen des ABC des Klavierspielers verwiesen. So wie im technischen Bereich Einfachheit und Natürlichkeit methodische Grundlagen sind, so gelten auch für die Interpretation der Klavierwerke Chopins die gleichen Grundprinzipien. Pozniak sieht sich als Bewahrer der Tradition des polnischen Chopinspiels, wie es von Karol Mikuli, dem Schüler Chopins, am Konservatorium des Polnischen Musikvereins in Lemberg gelehrt wurde. Er wendet sich gegen die übermäßige Betonung der technischen Seite des Klavierwerks Chopins, wie sie vor allem in den übertriebenen Tempi mancher Chopinspieler zum Ausdruck kommt. Dieses Zurschaustellen der technischen Fertigkeiten, wie es besonders bei der Interpretation der Etüden beobachtet wird, sei eine Verfälschung des Geistes der Chopinschen Musik, die sich nach Pozniak durch Noblesse, Poesie, Natürlichkeit, Fehlen jeglicher Sentimentalität und tief empfundener Liebe und Verbundenheit zur polnischen Heimat und dem polnischen Volk auszeichnet.
Zu den Besonderheiten von Pozniaks Neuausgabe der Klavierwerke Chopins in der Edition Peters gehört der Fingersatz, der in seiner bewussten Einfachheit zu manchen Spielerleichterungen führt. Er spiegelt die pädagogische Erfahrung Pozniaks wider und er will auch auf diesem Sektor das Klavierspiel erleichtern, im Gegensatz zu anderen Herausgebern, die den Spieler durch manche Spitzfindigkeiten in Sackgassen führen. So wird konsequent auf den Fingerwechsel bei repetierten Noten und Verzierungen verzichtet, wie dies ja heute von den meisten Pianisten praktiziert wird und auch schon vorher von z. B. Gottfried Galston in seinem Studienbuch und Ferruccio Busoni im Vorwort seiner Ausgabe (bei Breitkopf und Härtel, Leipzig) der 2-stimmigen Inventionen von J. S. Bach dargestellt wird. Pozniaks sparsame Pedalisierung, die nicht selten im Gegensatz zu Chopins eigenen Angaben steht, hat als Richtlinie die Klarheit in der Harmonik und Linienführung, die nicht verwischt werden soll. Hier kann man Pozniak vorwerfen, nicht beachtet zu haben, dass Chopin, bei aller Verschiedenheit in der Wirkung der Dämpfung der damaligen Klaviere, sehr wohl manchmal Klangmischungen beabsichtigt hat und deshalb zu Pedalangaben griff, die uns heute kühn erscheinen. Darauf macht auch Paul Badura-Skoda unter anderem in den Interpretationshinweisen seiner Chopinausgabe (Edition Peters) aufmerksam.
Es gibt außer ein paar Rollenaufnahmen für das Phonola der Firma Hupfeld, keine Soloaufnahmen des Pianisten Pozniak, den Walter Niemann „einen unserer wunderbarsten Chopin-Spieler“ nennt. Die erhaltenen Tondokumente mit seinem Klaviertrio zeigen, trotz der altersbedingten akustisch-technischen Mängel, einen sensiblen, auf seine Mitspieler eingehenden Musiker, dessen schlanke und durchsichtige Tongebung, auch nach Aussagen seiner Partner und Kritiker, ihn zu einem idealen Kammermusikpianisten machten.

## Werke, Editionen
- Bronislaw v. Pozniak: Das ABC des Klavierspielers. L. Oemigkes's Verlagsbuchhandlung, Berlin und Breslau 1936.
- Bronislaw v. Pozniak: ABC des Klavierspielers. 2. erweiterte Auflage. Robert Forberg Musikverlag, Leipzig 1948.
- Bronisław Poźniak: ABC pianisty. Przekład: Bogdan Zieliński, Izabella Zielińska. Ars Nova, Poznań 1992. (Polnische Übersetzung der 1. deutschen Auflage von 1936).
- Bronislaw v. Pozniak: Chopin. Praktische Anweisungen für das Studium der Chopin-Werke. In Zusammenarbeit mit dem Deutschen Chopin-Komitee Berlin herausgegeben. Mitteldeutscher Verlag, Halle (Saale) 1949.
- Bronislaw v. Pozniak: Lebenserinnerungen. Aus dem Manuskript übertragen und hrsg. von Cristina v. Pozniak-Bierschenk. Unveröffentlichter Privatdruck. Osnabrück 1985. Nachdruck 2006.
- Bronislaw v. Pozniak (Hrsg.): Frédéric Chopin, Klavierwerke. Neuausgabe. Edition Peters, Leipzig 1949 ff.
- Bronislaw v. Pozniak (Hrsg.): Ludwig van Beethoven, Sonaten für Klavier Bd. 1 (Sonaten 1-14). Instruktive Neuausgabe nach dem Urtext. Mitteldeutscher Verlag, Halle (Saale). In die Edition Peters Collection Litolff Nr. 5605 übernommen. Leipzig 1953.
- Bronislaw v. Pozniak (Hrsg.): Klaviermusik russischer und sowjetischer Meister. Edition Peters Nr. 4574, Leipzig 1951.

## Tondokumente
Aufnahmen für die Ludwig Hupfeld AG. Leipzig, 1921
Alle Aufnahmen für das Hupfeld Phonola, Rollentyp Animatic 88.
- Franciszek Breziński: Weihnachten in Polen: Präludium und Fuge C-Dur aus: Triptique. Suite op. 5. Animatic 58903
- Fryderyk Chopin: Nocturne H-Dur op. 32 Nr. 1. Animatic 58905
- Fryderyk Chopin: Mazurka cis-Moll op. 63 Nr. 3. Animatic 58909
- Fryderyk Chopin: Mazurka c-Moll op. 30 Nr. 1. Animatic 58907
- Fryderyk Chopin: Mazurka g-Moll op. 67 Nr. 2 und Mazurka C-Dur op. 67 Nr. 3. Animatic 58910
- Ludomir Różycki: Impromptu op. 6 Nr. 4. Animatic 58902

Aufnahmen für die Carl Lindström AG. Berlin, Ende 1920 / Anfang 1921
Trio Pozniak-Deman-Beyer: Bronislaw von Pozniak (Klavier), Rudolf Deman (Violine), Hans Beyer (Violoncello).
- Peter I. Tschaikowsky: Thema und Variationen aus: Klaviertrio a-Moll, op. 50. Odeon AA 57861
- Peter I. Tschaikowsky: Walzer aus: Klaviertrio a-Moll, op. 50. Odeon AA 57862
- Franz Schubert: 3. Satz: Allegro moderato aus: Klaviertrio Es-Dur, op. 100, D 929. Odeon AA 57863
- Anton Arensky: 3. Satz: Elegie aus: Klaviertrio Nr. 1 d-Moll, op. 32. Odeon  AA 57864

Aufnahmen für die Deutsche Grammophon AG. Berlin, 1925
Auslandslabel: Polydor
Pozniak-Trio: Bronislaw von Pozniak (Klavier), Carl Freund (Violine), Joseph Schuster (Violoncello)
- Antonín Dvořák: Klaviertrio Nr. 4 e-Moll, op. 90 „Dumky-Trio“ (5 Seiten). Grammophon 66194/66196
- Bedřich Smetana: 2. Satz: Allegro ma non agitato aus: Klaviertrio g-Moll, op. 15. Grammophon 66196
- Jean-Philippe Rameau: Cinquième Concert aus Pièces de clavecin en concert. Grammophon 66197

Aufnahmen für die Deutsche Grammophon AG. Berlin, 1926
Pozniak-Trio: Bronislaw von Pozniak (Klavier), Carl Freund (Violine), Joseph Schuster (Violoncello)
- Paul Kletzki: 3. Satz: Adagio aus: Trio d-Moll, op. 16. Grammophon 66415
  - Das Pozniak-Trio brachte dieses Werk am 13. April 1926 in Berlin zur Uraufführung.
- Egon Kornauth: Fragment aus: Klaviertrio op. 27. Grammophon 66415
- Paul Juon: Rêverie, Humoresque, Elegie aus: Trio-Miniaturen, op. 18. Grammophon 62548/62549
- Paul Juon: Danse phantastique aus: Trio-Miniaturen, op. 24. Grammophon 62549

mit Emmi Leisner, Alt
- Ludwig van Beethoven: Trüb', trüb' ist mein Auge; Die holde Maid von Inverness; Oh, grausam war mein Vater; Der treue Johnie; Der Abend aus Twenty-five Scottish songs, op. 108. Polydor 73021/71023
  - Überspielung auf CD: The Art of Emmi Leisner. Lebendige Vergangenheit / Preiser Records 89210, (P) 1994

Aufnahmen für die Electrola GmbH. Berlin, 23. Oktober 1930
Pozniak-Trio: Bronislaw von Pozniak (Klavier), Carl Freund (Violine), Jascha Bernstein (Violoncello).
- Antonín Dvořák: Klaviertrio Nr. 4 e-Moll, op. 90 „Dumky-Trio“. Electrola EH 647/649; HMV C.2384/2386; HMV AN.715/717[30]

Rundfunkübertragung. Warschau, live, 3. März 1939
Pozniak-Trio: Bronislaw von Pozniak (Klavier), Eugen Forster (Violine), Sigrid Succo (Violoncello).
- Antonín Dvořák: Klaviertrio Nr. 4 e-Moll, op. 90 „Dumky-Trio“[31]

Aufnahmen für die Deutsche Grammophon GmbH. Berlin, 14. Februar 1941
Mit Lore Fischer, Alt. Triobegleitung: Prof. Br. v. Pozniak, Hans Bastiaan, Siegrid Succo.
Musikalische Bearbeitung: Gerhard Strecke.
- Johann Abraham Peter Schulz: Der Mond ist aufgegangen. Unveröffentlicht
- Volksweise: Die Blümelein, sie schlafen. Grammophon 47539
- Friedrich Silcher: Drauß' ist alles so prächtig. Grammophon 47539
- Joseph Haydn: Es weiden meine Schafe aus Schottische Volkslieder (Hob. XXXIb). Grammophon 47541[32]
- Joseph Haydn: Rose weiß, Rose rot aus Schottische Volkslieder (Hob. XXXIb). Grammophon 47541[33]